# Chimica quantistica

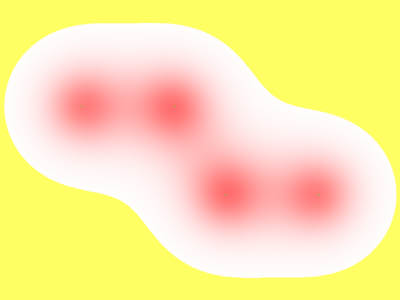
Orbitali leganti π del butadiene

La chimica quantistica è la branca della chimica teorica che interpreta una serie di fenomeni utilizzando la meccanica quantistica.
Si trova al confine tra la chimica e la fisica e importanti contributi sono venuti da scienziati di entrambi i campi.
Una delle applicazioni è lo studio della reattività di atomi e molecole sulla base del comportamento degli elettroni.

## Struttura elettronica
In linea di principio, il primo passo nella risoluzione di un problema di chimica quantistica consiste nel risolvere l'equazione di Schrödinger (o l'equazione di Dirac; vedi chimica quantistica relativistica), usando l'hamiltoniano elettronico molecolare. Ciò porta alla determinazione della struttura elettronica della molecola.

### Modello ondulatorio
La base della chimica quantistica è il modello ondulatorio dell'atomo, rappresentato come un piccolo, denso nucleo positivo circondato da elettroni. Tuttavia, a differenza del vecchio modello di Bohr dell'atomo, il modello ondulatorio descrive gli elettroni come una "nube di elettroni" che si muovono su orbitali molecolari, e la loro posizione è rappresentata dalla distribuzione di ampiezza di probabilità invece che da raggi discreti. La forma dettagliata della distribuzione è calcolata dall'equazione di Schrödinger assieme all'Hamiltoniano rappresentante l'energia degli stati elettronici. La potenza di questo modello risiede nel suo potere predittivo. In particolare, esso predice i gruppi di elementi chimicamente simili nella tavola periodica.

### Legame di valenza
Anche se le basi matematiche della chimica quantistica sono state poste da Schrödinger nel 1926, si ritiene in generale che il primo vero calcolo di chimica quantistica sia stato quello dei fisici tedeschi Walter Heitler e Fritz London sulla molecola di idrogeno (H2) nel 1927. Il metodo di Heitler e London fu esteso dai chimici americani John C. Slater e Linus Pauling per diventare il metodo del legame di valenza (Valence-Bond, VB, o metodo Heitler-London-Slater-Pauling, HLSP).  In questo metodo, si presta particolare attenzione alle interazioni tra coppie di atomi e questo è correlato da vicino ai classici diagrammi dei legami tra atomi.

### Orbitale molecolare
Un approccio alternativo fu sviluppato nel 1929 da Friedrich Hund e Robert S. Mulliken, in cui gli elettroni sono descritti da funzioni matematiche delocalizzate sull'intera molecola. L'approccio di Hund-Mulliken o metodo dell'orbitale molecolare, MO, risulta meno intuitivo per i chimici, ma si è rivelato maggiormente capace di predire le proprietà spettroscopiche rispetto al metodo VB. Questo approccio è la base concettuale del metodo Hartree-Fock e di altri metodi più accurati, post Hartree-Fock.

### Teoria del funzionale della densità
Il modello di Thomas-Fermi fu sviluppato indipendentemente da Thomas e Fermi nel 1927. Questo fu il primo tentativo di descrivere sistemi multielettronici sulla base della densità elettronica al posto della funzione d'onda, anche se il modello di Thomas-Fermi non ebbe molto successo nel trattamento delle molecole. Il metodo tuttavia diede la base a quella che oggi viene chiamata teoria del funzionale della densità, o DFT (Density Functional Theory). Anche se questo metodo è meno sviluppato dei metodi post-Hartree-Fock, la sua capacità di trattare molecole poliatomiche più grandi e persino macromolecole l'ha reso il metodo più usato ad oggi in chimica computazionale.

## Chimica dinamica
Un passo ulteriore consiste nel risolvere l'equazione di Schrödinger con l'hamiltoniano molecolare totale per studiare il moto delle molecole:
- la risoluzione diretta dell'equazione di Schrödinger si chiama dinamica chimica quantistica;
- in approssimazione semiclassica, si chiama dinamica molecolare semiclassica;
- all'interno della meccanica classica, viene chiamata dinamica molecolare (MD).

Sono inoltre possibili approcci di tipo statistico.

### Chimica dinamica adiabatica
La dinamica adiabatica consiste nel considerare che le interazioni interatomiche possono essere rappresentate da un singolo potenziale scalare chiamato superficie di energia potenziale. Questa è l'approssimazione di Born-Oppenheimer, introdotta da Born e Oppenheimer nel 1927.  Le prime applicazioni pionieristiche di questo metodo furono effettuate da Rice e Ramsperger nel 1927 e Kassel nel 1928 (teoria RRK). La teoria RRK fu generalizzata nella teoria RRKM nel 1952 da Marcus che tenne conto della teoria della transizione di stato sviluppata da Eyring nel 1935. Questi metodi permettono di calcolare semplici stime delle velocità di reazione unimolecolari a partire da alcune semplici caratteristiche della superficie di potenziale.

### Chimica dinamica diabatica
La dinamica diabatica consiste nel considerare l'interazione tra diverse superfici di energia potenziale accoppiate, corrispondenti a differenti stati quantici elettronici s della molecola. I termini accoppiati sono definiti accoppiamento vibronico. I primi lavori pionieristici in questo campo sono dovuti a Stueckelberg (1932), Landau (1932) e Zener (1933) che culminarono con quella che oggi viene definita transizione di Landau-Zener. La formula da loro elaborata consente di calcolare la probabilità di transizione da due curve di potenziale diabatiche nell'intorno in cui l'approssimazione di Born-Oppenheimer fallisce.

## Chimica quantistica e teoria quantistica dei campi
L'applicazione della teoria quantistica dei campi in ambito chimico è diventata sempre più comune nella fisica moderna. Una delle prime apparizioni esplicite si vide nella teoria del fotomagnetone. In questo sistema, i plasmi, ben conosciuti sia in fisica che in chimica, sono studiati per determinare la quantizzazione di base del campo bosonico sottostante. In generale, la teoria quantistica dei campi è d'interesse in molti campi della chimica, che includono: astrochimica, chimica nucleare, idrodinamica quantistica e sonochimica.